# 八栗山上站
八栗山上站（日语：／ Yakuri-sanjō eki */?）是位於香川縣高松市牟禮町牟禮，八栗纜索的車站。此站是香川縣，甚至為四國最北的鐵路車站。

## 歷史
- 1931年（昭和6年）2月15日 - 八栗登山鐵道八栗登山口至八栗山上之間開通[1]。
- 1944年（昭和19年）2月11日 - 八栗登山口至八栗山上之間暫停服務。以供出物資。
- 1960年（昭和35年）12月25日 - 八栗登山口至八栗山上之間廢除。
- 1964年（昭和39年）12月28日 - 八栗纜索八栗登山口至八栗山上之間開通。

## 車站周邊
- 四國八十八箇所第八十五號札所八栗寺（日语：八栗寺）

## 相鄰車站
四國纜索
八栗纜索
八栗登山口－八栗山上

## 注腳
1. ↑  「地方鉄道運輸開始」《官報》931年2月23日（國立國會圖書館數碼化收藏）